# Sibelco Group
Sibélco Group, Группа Сибе́лко — международная компания, в состав которой входят 233 предприятия в 41 стране и в которой работает около 10200 человек. Основана в 1872 году. Является мировым производителем широкого спектра минералов для различных отраслей промышленности.

## Группа Сибелко в России
До ноября 2023 года Группа Сибелко в России была представлена несколькими компаниями. Это ООО «Сибелко Рус», которая координировала деятельность в России и занималась развитием; два предприятия, занимающихся добычей песка — ЗАО «Кварцевые пески» (Московская область) и ЗАО «Русская горная компания» (Новгородская область); два производственных предприятия — ОАО «Раменский горно-обогатительный комбинат» (ОАО «РГОК», Московская область), и ЗАО «Неболчинское карьероуправление» (ЗАО «НКУ», Новгородская область), специализирующиеся на производстве различных марок кварцевого песка и кварцевой муки; торгово-логистическая компания ООО "Торговый дом «Геркулес», занимающаяся импортом и перетаркой нерудных минералов, а также продажей кварцевых продуктов в упакованном виде.
В ноябре 2023 года российский бизнес Сибелко стал частью ГК ФСК. В сделку вошли комбинаты по добыче и переработке кварцевых стекольных песков – Раменский горно-обогатительный комбинат в Московской области и Неболчинское карьероуправление в Новгородской области, завод по добыче и производству глины «Сибелко Воронеж», а также торговый дом в Санкт-Петербурге. Все активы продолжают работу под брендом Larta Minerals.

### ОАО «Раменский горно-обогатительный комбинат».
ОАО «Раменский горно-обогатительный комбинат» расположен в Раменском районе Московской области, на 39 км Рязанского шоссе. Комбинат образован 30 июня 1969 года на базе Егановского месторождения кварцевых песков для обеспечения высококачественным кварцсодержащим сырьём предприятий строительной, стекольной, керамической, электронной и других отраслей промышленности Центрального региона РСФСР. В сентябре 2005 года была запущена новая фабрика по обогащению кварцевых песков с проектной мощностью 1,2 млн.тонн. Данное производство повысило эффективность обогащения кварцевых песков. Также была полностью обновлена горная техника.
В сентябре 2009 года компания Sibelco на производственной площадке Раменского горно-обогатительного комбината запустила линию по производству тонкомолотых наполнителей производительностью 60 тыс. тонн в год (в августе 2012 года планируется пуск второй линии с аналогичной производительностью).
В ноябре 2023 года Раменский ГОК в составе российского бизнеса Сибелко вошел в группу ГК ФСК. На данный момент компания продолжает деятельность под управлением ООО «Ларта Минералс».

### ООО «Сибелко Неболчи» (ранее — ЗАО «Неболчинское карьероуправление»).
В 2008 году в Группу компаний Sibelco в России вошло ЗАО «Неболчинское карьероуправление», расположенное в поселке Неболчи Новгородской области. Первые геологоразведочные работы, в результате которых были подсчитаны запасы песка, начались 29 октября 1929 года. Именно эта дата и принята за дату основания предприятия. Обогатительная фабрика производительностью 1 млн тонн песка в год была запущена в мае 2010 года. Запасы песка месторождений Крапивненско-Неболчинской группы позволят работать более 30 лет. Завод выпускает высококачественные кварцевые пески для производства сухих строительных смесей, стекольной промышленности, литейных производств и т. д.
В 2023 году предприятие было приобретено ГК ФСК. На данный момент компания продолжает деятельность под новым наименованием ООО «Ларта Минералс Неболчи».

### ООО "Торговый дом «Геркулес».
Занимается импортом продукции Sibelco Europe и осуществляет фасовочную деятельность.
С ноября 2023 года входит в состав ГК ФСК и находится под управлением ООО «Ларта Минералс».